# Lampranthus multiradiatus
Lampranthus multiradiatus là một loài thực vật có hoa trong họ Phiên hạnh. Loài này được (Jacq.) N.E.Br. mô tả khoa học đầu tiên năm 1930.